# Senegals riksvapen
Senegals riksvapen ritades 1960 av Shane Tiamo när Frankrike fortfarande styrde över landet. Vapenskölden visar ett lejon – en symbol för styrka – och ett apbrödsträd (baobab), ett typiskt träd i Senegal. Den vågiga linjen syftar på Senegalfloden. Valspråket är detsamma som Malis: Un Peuple Un But Une Foi--One People, One Goal, One Faith, "Ett folk, ett mål, en tro" och medaljen längst ned republikens nationalorden.